# Bosco Quarto - Monte Spigno
Bosco Quarto - Monte Spigno este o arie protejată (arie specială de conservare — SAC, sit de importanță comunitară — SCI) din Italia întinsă pe o suprafață de 7.862 ha, integral pe uscat.

## Localizare
Centrul sitului Bosco Quarto - Monte Spigno este situat la coordonatele 41°45′23″N 15°51′03″E / 41.756389°N 15.850833°E.

## Înființare
Situl Bosco Quarto - Monte Spigno a fost declarat sit de importanță comunitară în iunie 1995 pentru a proteja 1 specie de plante și 26 de specii de animale. Situl a fost protejat și ca arie specială de conservare în decembrie 2018.

## Biodiversitate
Situată în ecoregiunea mediteraneană, aria protejată conține 3 habitate naturale: Păduri de fag din Apenini cu Taxus și Ilex, Păduri de Quercus ilex și Quercus rotundifolia, Pajiști uscate seminaturale și facies de acoperire cu tufișuri pe substraturi calcaroase (Festuco-Brometalia) (* situri importante pentru orhidee).
La baza desemnării sitului se află mai multe specii protejate:
- plante (1): Stipa austroitalica
- păsări (24): uliu porumbar (Accipiter gentilis), uliu păsărar (Accipiter nisus), buha (Bubo bubo), caprimulg (Caprimulgus europaeus), botgros (Coccothraustes coccothraustes), porumbel de scorbură (Columba oenas), porumbel gulerat (Columba palumbus), ciocănitoare cu spate alb (Dendrocopos leucotos), presură de munte (Emberiza cia), muscar-gulerat (Ficedula albicollis), capîntortură (Jynx torquilla), sfrâncioc roșiatic (Lanius collurio), Leiopicus medius, ciocârlie de pădure (Lullula arborea), viespar (Pernis apivorus), ciocănitoarea verde (Picus viridis), sitar de pădure (Scolopax rusticola), turturică (Streptopelia turtur), huhurez mic (Strix aluco), silvie de câmp (Sylvia communis), sturzul viilor (Turdus iliacus), mierlă (Turdus merula), sturz-cântător (Turdus philomelos), sturz (Turdus pilaris)
- nevertebrate (1): Euplagia quadripunctaria
- reptile (1): șarpele cu patru dungi (Elaphe quatuorlineata)

Pe lângă speciile protejate, pe teritoriul sitului au mai fost identificate 56 de specii de plante, 3 specii de amfibieni, 3 specii de nevertebrate, 7 specii de reptile.